# 시르반샤 궁전

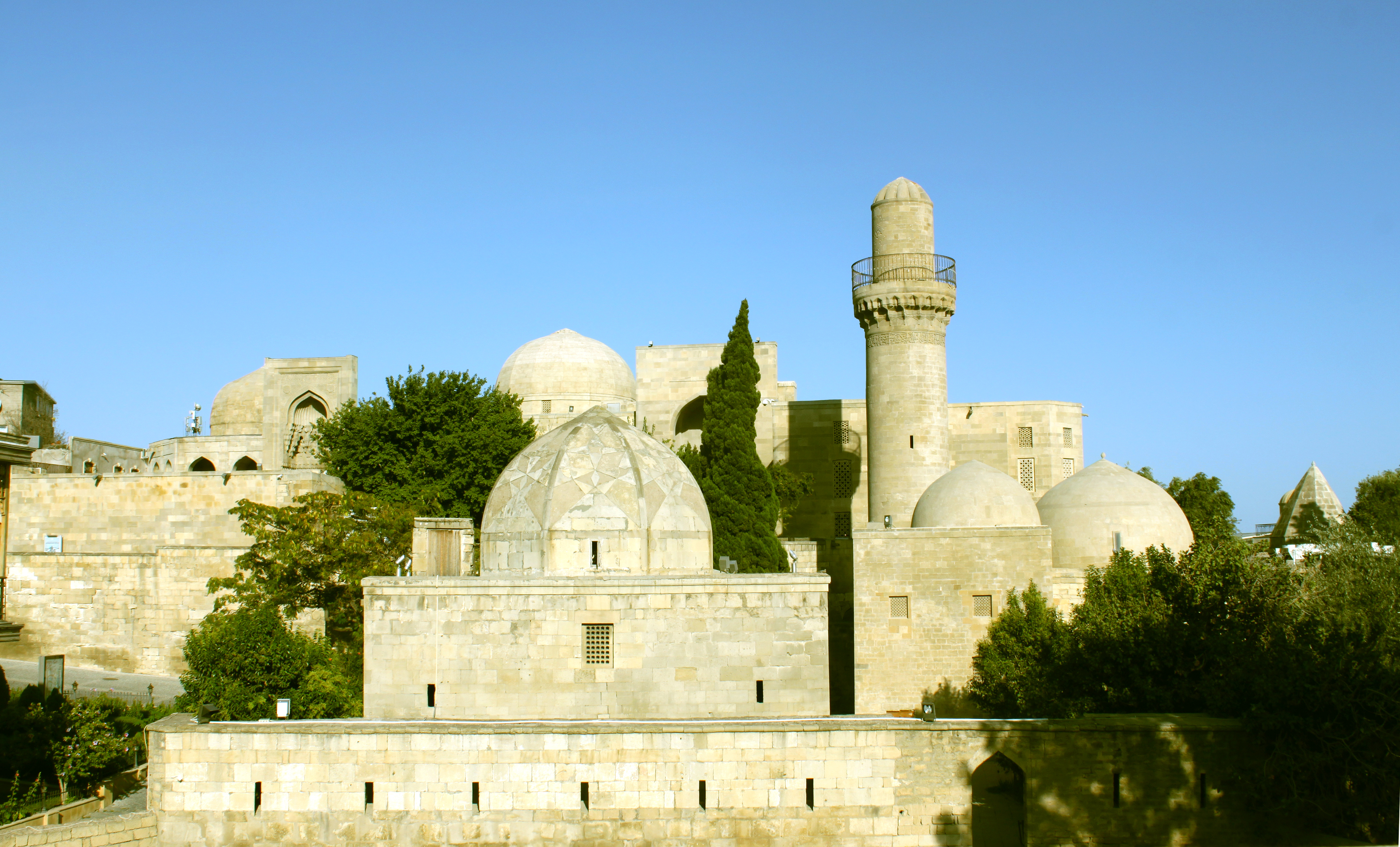

시르반샤 궁전(아제르바이잔어: Şirvanşahlar sarayı)은 쉬르반샤가 건립한 15세기 궁전이자 유네스코가 지정한 세계유산이다. 아제르바이잔 바쿠의 도심지에 위치해 있다. 메이든 타워와 함께 아제르바이잔은 세계유산으로 기록된 역사적 모뉴먼트들의 앙상블을 형성한다.

## 대중 문화
궁전의 건축물은 수차례 레오니드 가이다이의 영화 다이아몬드 팔(1969년) 영상에 들어갔다. 바쿠 구시가지에서 촬영되었다.

## 갤러리

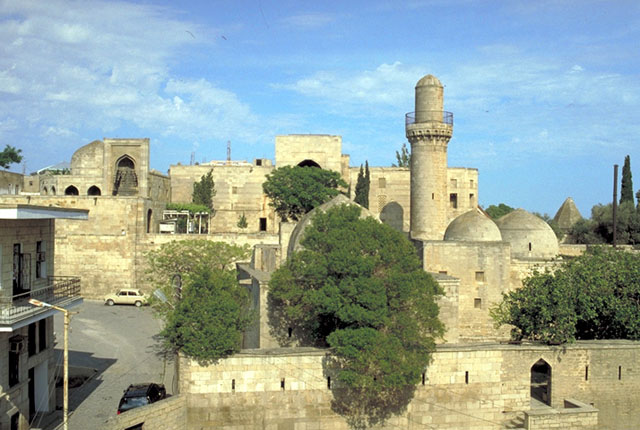
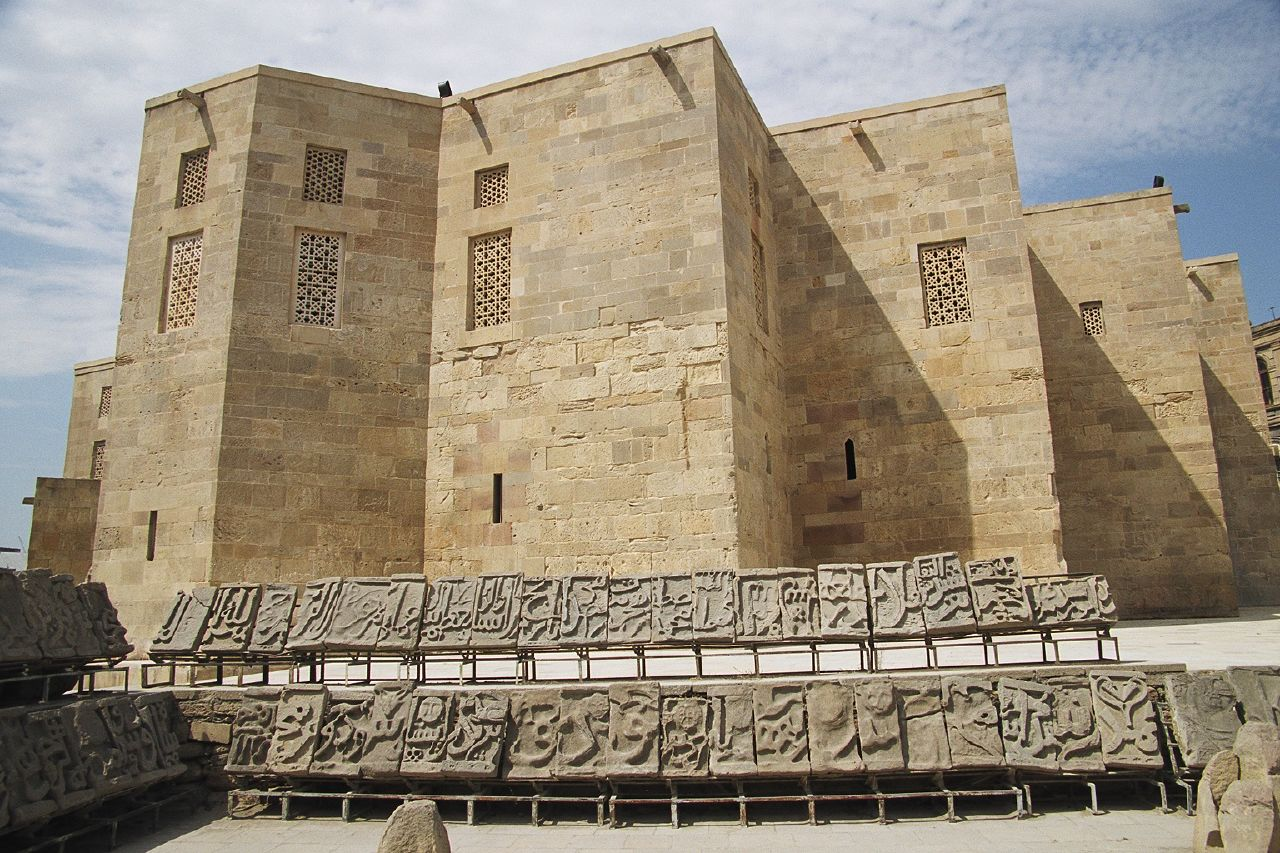
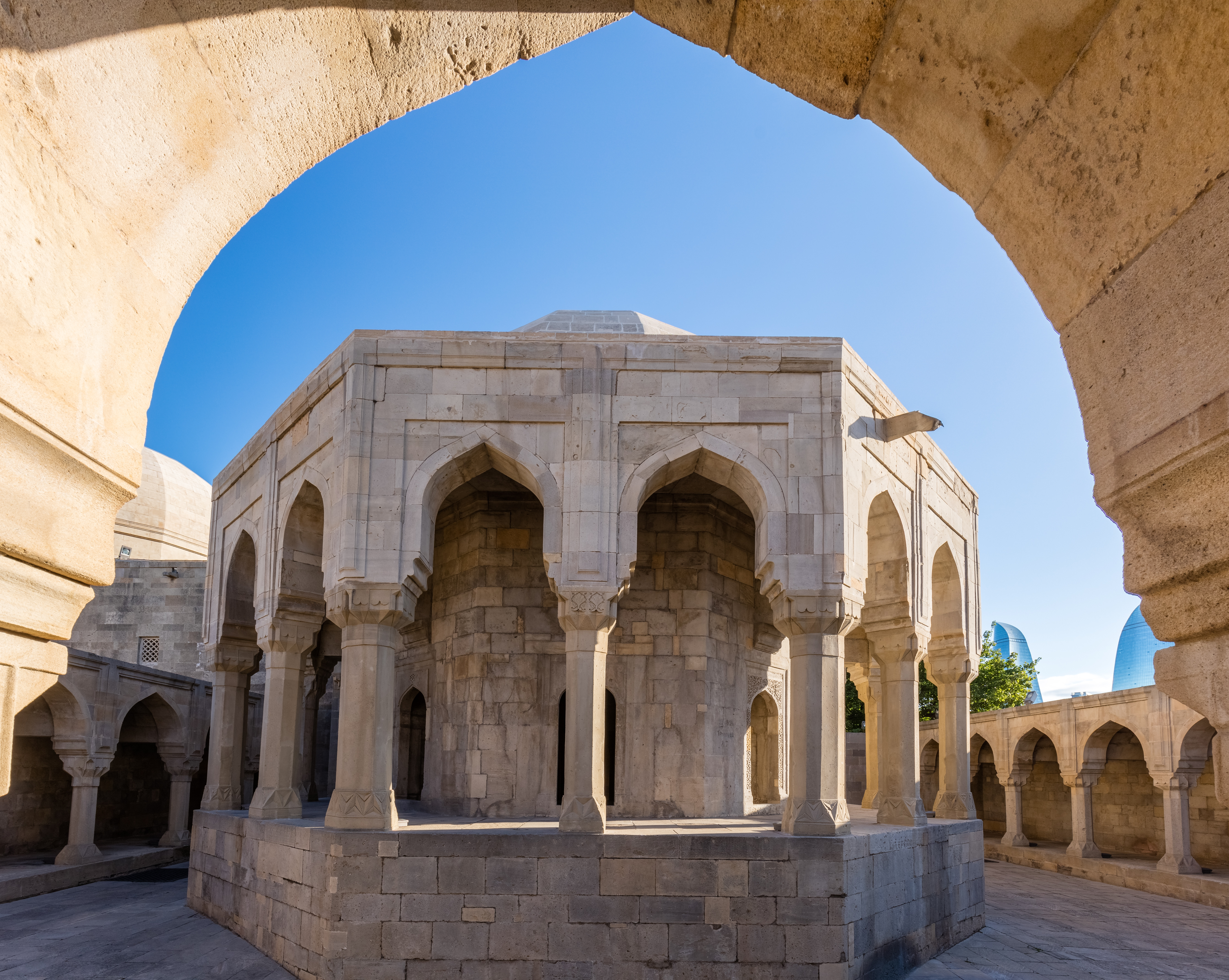
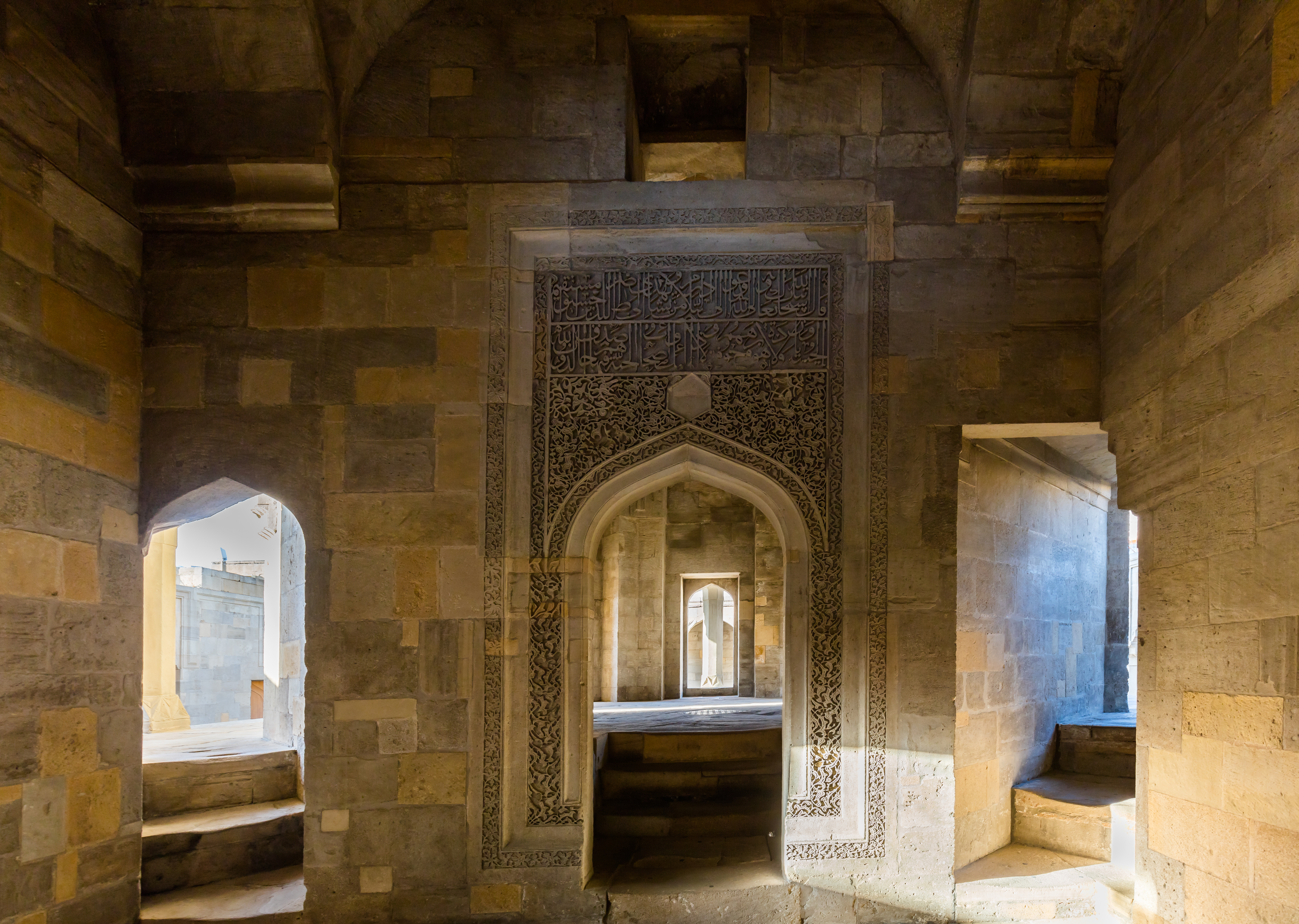
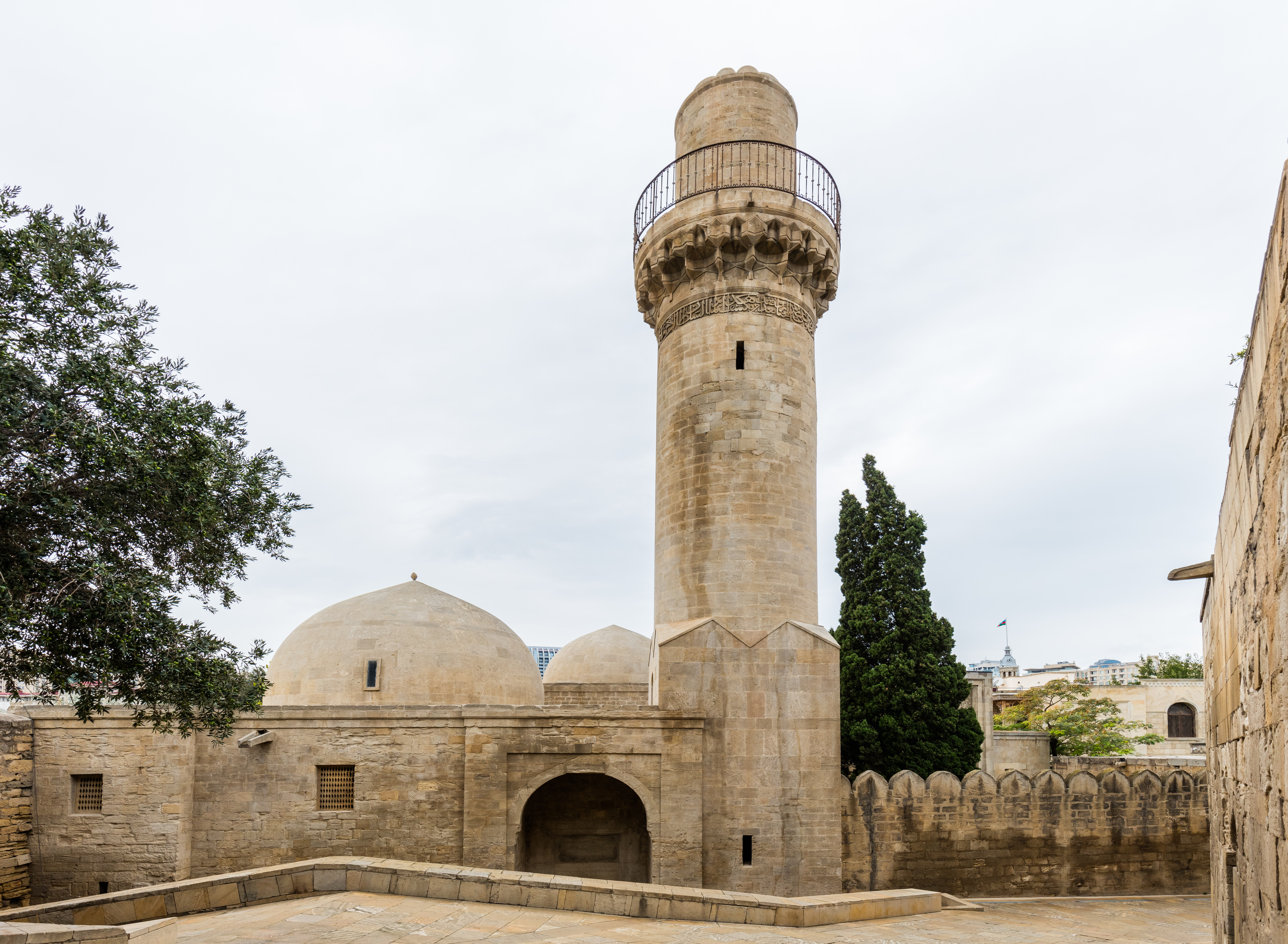
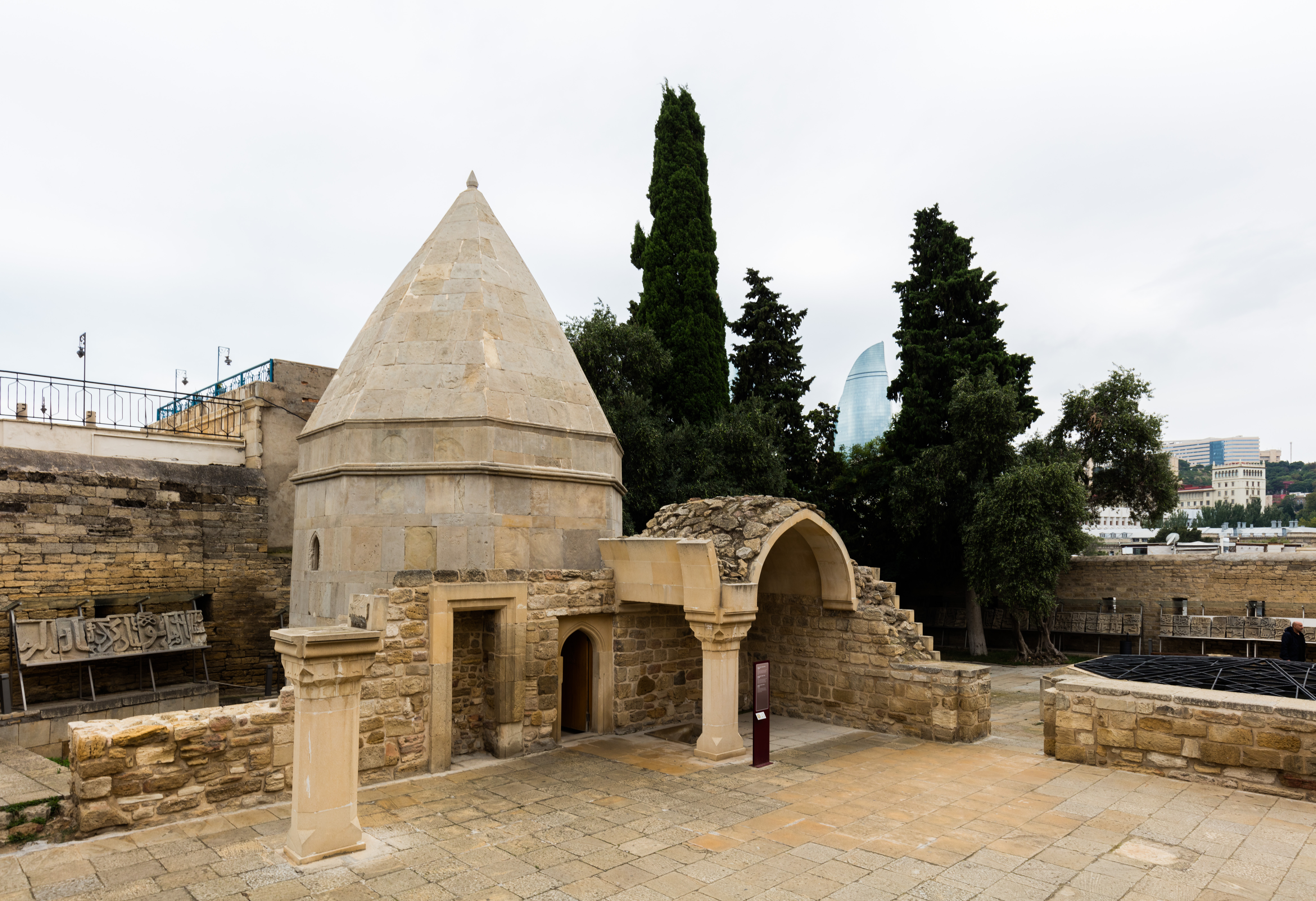
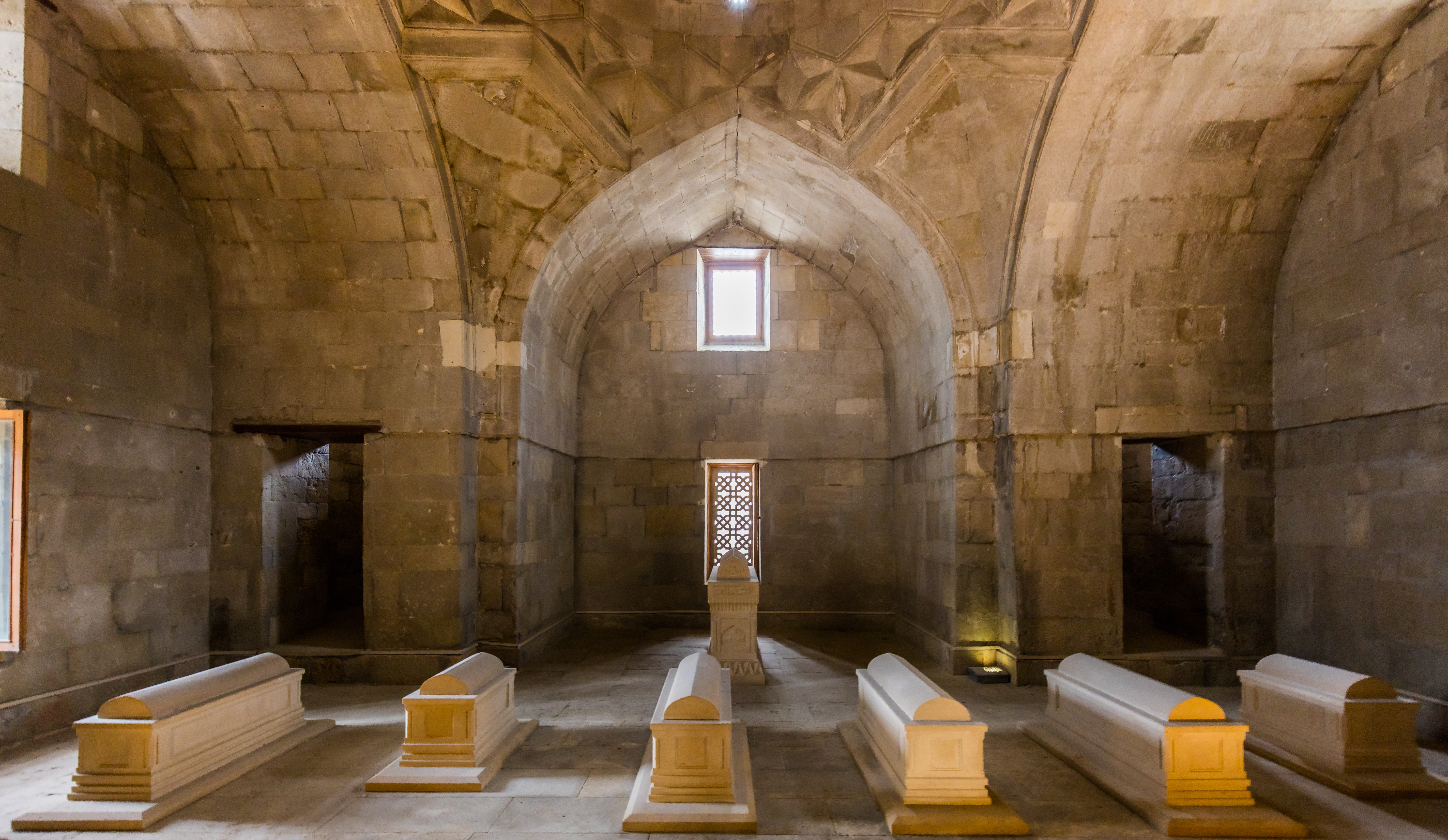
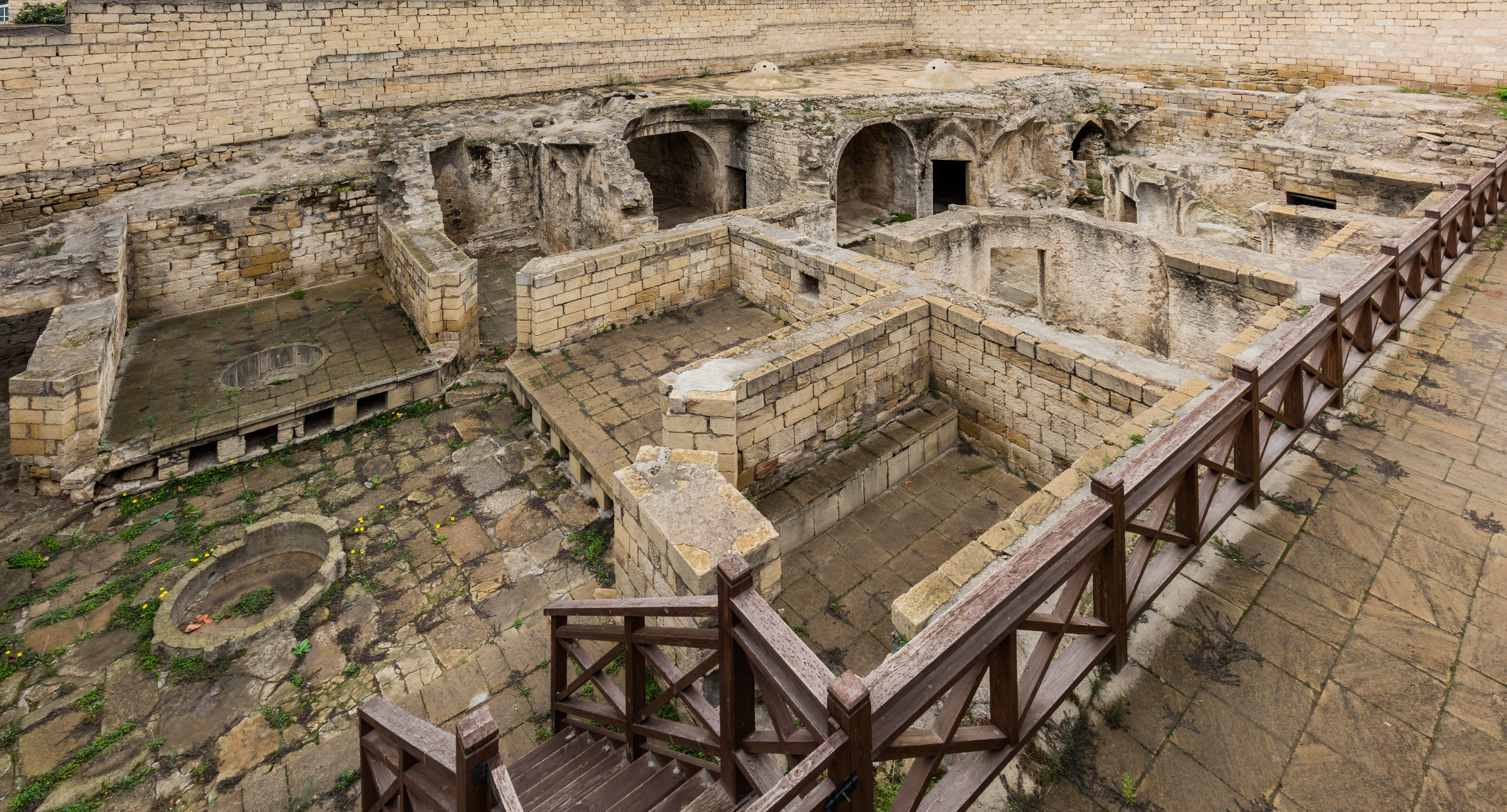
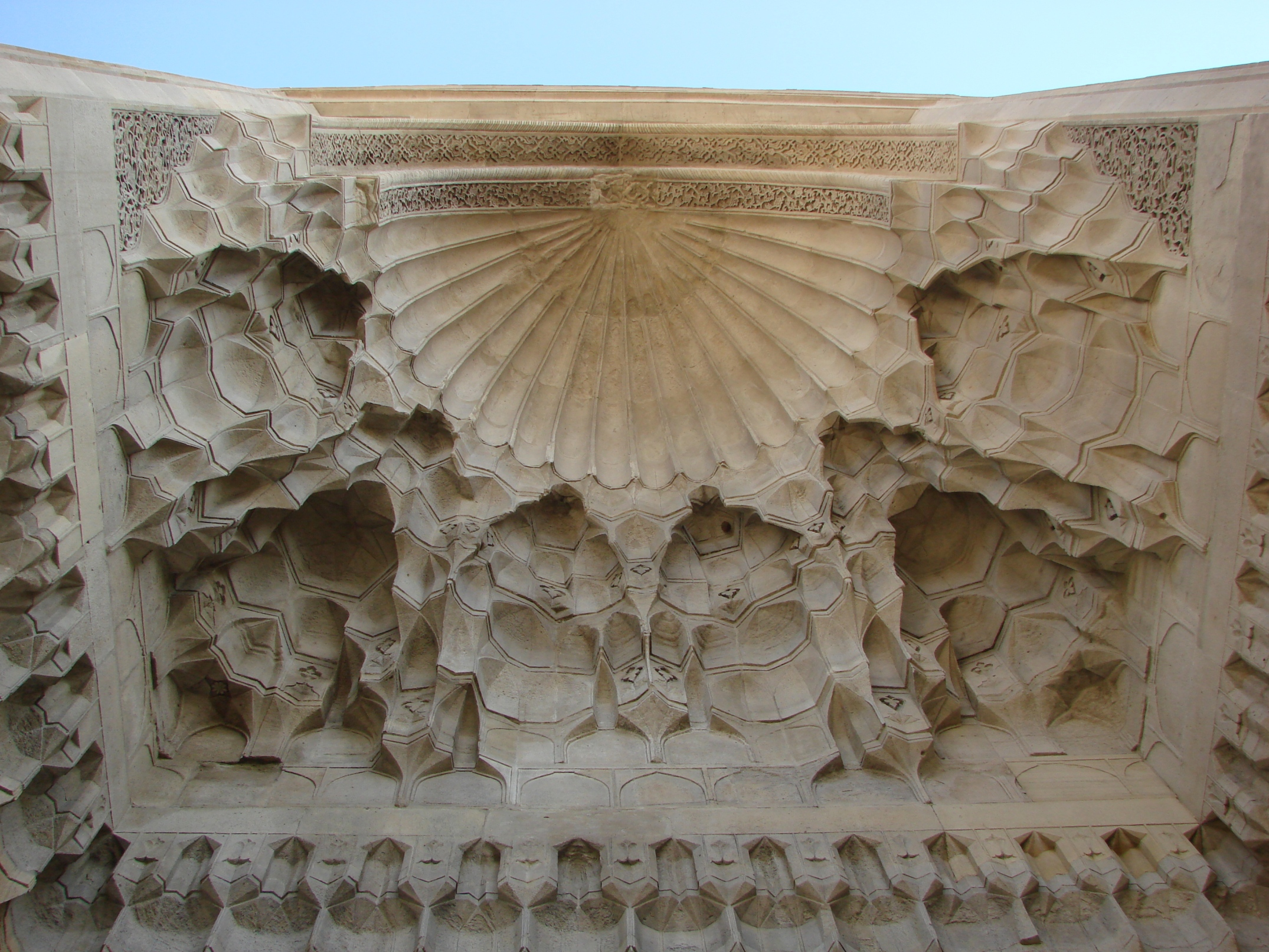

## 같이 보기
- 아제르바이잔의 세계유산